# Unione Sportiva Catanzaro 1929
L'Unione Sportiva Catanzaro 1929, meglio nota come Catanzaro, è una società calcistica italiana con sede nella città di Catanzaro. Milita in Serie B, la seconda divisione del campionato italiano di calcio.
Fondata nel 1927 (sebbene la sua nascita sia fatta risalire tradizionalmente al 1929), disputa da quell'anno i primi campionati. Nel corso della sua storia la società è stata rifondata per due volte: nel 2006 e ancora nel 2011, in entrambi i casi per questioni finanziarie, che avevano attanagliato il club già nel 1937. I colori ufficiali del Catanzaro sono, fin dalla sua fondazione, il giallo e il rosso, il simbolo è l'aquila imperiale, simbolo della città di Catanzaro, e la squadra disputa le gare casalinghe allo Stadio Nicola Ceravolo, costruito nel 1919, l'impianto sportivo più antico della Calabria.
È stata la prima formazione della Calabria a conquistare la Serie A, nel 1971 , come in precedenza fu la prima società calabrese a raggiungere la Serie B, nel 1933. Conta sette stagioni in Serie A, di cui cinque consecutive. I suoi migliori piazzamenti sono il settimo e l'ottavo posto ottenuti rispettivamente nel 1981-1982 e nel 1980-1981. Dalla fondazione a oggi ha vinto 7 campionati: 3 di Serie C, 3 di Serie C1 e 1 di IV Serie. Sempre a livello nazionale, vanta una Supercoppa di Serie C, uno scudetto di IV Serie, una Coppa delle Alpi nel 1960 insieme a Roma, Alessandria, Verona, Napoli, Catania, Triestina, Palermo per la Federazione Italiana e, a livello giovanile, due Trofei Dante Berretti di Serie C nel 1991-1992 e nel 2024-2025. In Coppa Italia vanta inoltre una finale, raggiunta nella stagione 1965-1966, e due semifinali, nel 1978-1979 e nel 1981-1982. Il club figura al 43º posto nella classifica della tradizione sportiva (prima tra le squadre calabresi), al 49º posto nella classifica perpetua della Serie A ed al 32º posto nella classifica perpetua della Serie B.

## Storia

L'Unione Sportiva Catanzarese nella stagione 1929-1930.

L'Unione Sportiva Catanzarese nacque nell’ottobre del 1927 dalla fusione di altre due squadre calcistiche della città: la "Scalfaro" e la "Braccini". Lo stemma della nuova società fu fin dalle origini l'aquila reale, simbolo di Catanzaro. I colori scelti furono il giallo e il rosso.
Per cinque anni militò in serie inferiori, poi fu promossa in Serie B nel 1932-1933. Venne subito retrocessa, ma due anni dopo ritornò nella serie cadetta. Qui cominciarono i problemi finanziari della società giallorossa, che rimase inattiva dal 1939 al 1945 a causa della seconda guerra mondiale.
Dopo la fine della guerra, il Catanzaro nella stagione 1952-1953 fu retrocesso in IV Serie. Nel 1958 divenne presidente l'avvocato Nicola Ceravolo. Nei due anni successivi il club fu promosso in Serie B e disputò per la prima volta, vincendolo, un torneo internazionale, la Coppa delle Alpi. Nella stagione 1965-1966 le Aquile, pur essendo una squadra del torneo cadetto, sconfiggendo in semifinale la Juventus, approdarono in finale di Coppa Italia contro la Fiorentina, che poi vinse il torneo imponendosi per 2 a 1.

Il gol di Angelo Mammì, che valse ai calabresi la prima promozione in Serie A.

Cinque anni dopo il Catanzaro, allenato da Gianni Seghedoni, venne promosso in Serie A, battendo il Bari nello spareggio giocato a Napoli, grazie a un gol di Angelo Mammì. Fu la prima volta che una squadra calabrese veniva promossa in massima serie. La permanenza nel massimo campionato durò un solo anno, nonostante la storica vittoria contro i futuri campioni d'Italia della Juventus, grazie a un gol di Angelo Mammì. Nell'estate successiva i giallorossi si recarono negli Stati Uniti per disputare alcune amichevoli internazionali contro squadre blasonate, tra cui il Santos di Pelé.
Dopo due anni di cadetteria, divenne allenatore Gianni Di Marzio, che portò il Catanzaro a giocarsi la Serie A nella stagione 1974-1975. Fu acquistato l'attaccante Massimo Palanca, futuro giocatore simbolo dei giallorossi. Questa volta il Catanzaro perse a Terni lo spareggio contro il Verona. Un altro importante giocatore della squadra calabrese di tale periodo fu il difensore Claudio Ranieri, diventato in seguito un allenatore noto anche a livello internazionale.

Nicola Ceravolo, il presidentissimo, in carica dal 1958 al 1979.

Un anno dopo la squadra fu di nuovo promossa in massima serie. Dopo un solo anno di permanenza in Serie A, il Catanzaro fu nuovamente promosso per stazionare durante i seguenti cinque anni.
(Corriere dello Sport - Stadio, 20 ottobre 1980)
Sotto la presidenza di Adriano Merlo, subentrato a Ceravolo nel 1979, la squadra raggiunse due settimi posti consecutivi, nel 1980-1981 e nel 1981-1982.
Nella Coppa Italia 1981-1982 il cammino del Catanzaro si fermò in semifinale, a vantaggio dell'Inter. Nella gara di andata a San Siro vinsero i nerazzurri per 2-1. Nel ritorno al Comunale vinse il Catanzaro per 3-2; ciò non bastò ai calabresi per conquistare la seconda finale della loro storia.
Nella stagione 1982-1983 il Catanzaro totalizzò solamente 13 punti in classifica, retrocedendo così in Serie B dopo cinque anni di militanza in massima serie. Seguì un'altra retrocessione che spedì i calabresi in Serie C.
L'anno dopo la squadra tornò in serie cadetta e Pino Albano salì alla presidenza. Seguirono una retrocessione e una promozione che portarono ancora i giallorossi in Serie B nella stagione 1986-1987.

L'attaccante Massimo Palanca, giocatore-simbolo del Catanzaro.

Il Catanzaro terminò il campionato di Serie B 1987-1988 ai vertici della classifica, tuttavia non trovando la promozione in Serie A per un solo punto. Decisivi furono l'errore dal dischetto di Palanca, nella gara casalinga contro la Triestina, e il gol di Paolo Monelli nel pareggio al Comunale contro la Lazio. L'anno successivo tornò la guida tecnica di Gianni Di Marzio. Il Catanzaro si salvò per pochi punti, ma della stagione si ricorda la tripletta di Palanca ai danni del Cosenza, nel derby casalingo. Un'altra tripletta del calciatore marchigiano contro l'Udinese valse la salvezza.
L'anno seguente la squadra, guidata da Fausto Silipo, retrocesse in Serie C. Palanca abbandonò il calcio giocato e il Catanzaro, penalizzato di tre punti in classifica, retrocesse in Serie C2, per poi militarci per le successive dodici stagioni.
Nel 1995 divenne presidente Giuseppe Soluri. Nei primi anni 2000 i giallorossi persero per due volte la promozione in Serie C1 ai play off, nel 2000-2001 contro il Sora, e, due anni più tardi, contro l'Acireale. Tuttavia, nel 2003 il Catanzaro fu ripescato in terza serie. Il campionato 2003-2004 culminò con la gara di Ascoli contro il Chieti, che davanti a circa ottomila tifosi calabresi, sancì dopo quattordici anni il ritorno in serie cadetta. Seguirono due stagioni fallimentari, e dopo un ripescaggio, la società, presenziata da Claudio Parente, al termine del campionato 2005-2006 non riuscì a iscriversi al campionato successivo.
In estate venne fondato il Football Club Catanzaro S.p.A. che, appellandosi al lodo Petrucci, su iniziativa del neo presidente Giancarlo Pittelli, poté iscriversi in Serie C2. Seguirono cinque stagioni in quarta serie, comprendenti due play off persi consecutivamente. Nel campionato 2010-2011, il Catanzaro, martoriato da problemi economici, terminò il campionato in ultima posizione, tuttavia si salvò a causa del declassamento del Pomezia all'ultimo posto per irregolarità amministrative, dopo aver inanellato una piccola striscia di risultati positivi al termine di un campionato caratterizzato da sole sconfitte.
Nell'estate del 2011, in seguito al fallimento del sodalizio, l'imprenditore Giuseppe Cosentino fonda il Catanzaro Calcio 2011 s.r.l. acquistando poco tempo dopo il marchio della storica Unione Sportiva Catanzaro, e portandolo, nel giro di un anno, alla promozione in Lega Pro Prima Divisione. Dopo una stagione anonima, l'anno dopo i calabresi vengono eliminati nei play-off validi per la promozione nella serie cadetta.
Alla fine della stagione 2016-2017 la famiglia Cosentino palesa l'intento di disimpegnarsi dalla gestione della società: il 6 luglio 2017 viene quindi ufficializzata la cessione del Catanzaro ad una nuova compagine societaria, della quale l'85% del capitale sociale appartiene alla famiglia Noto. L'ingegnere Floriano Noto viene contestualmente nominato presidente e amministratore unico.
Il 30 maggio 2018 la società, che già utilizzava il logo storico dal 2011, annuncia il ritorno della vecchia denominazione "Unione Sportiva Catanzaro", con l'aggiunta finale di "1929".
Nella stagione 2022-2023, dopo aver condotto un campionato senza sconfitte fino a metà febbraio, la squadra vince il girone C di Serie C con cinque giornate d'anticipo, guadagnandosi così il ritorno in Serie B dopo diciassette anni e stabilendo una serie di record per la Serie C, fra cui quello di punti ottenuti, gol fatti, differenza reti, gol segnati da un calciatore (nello specifico il catanzarese Pietro Iemmello) in una sola stagione della terza serie italiana. La stagione si chiude con la vittoria della Supercoppa Serie C, primo trofeo nazionale per il club giallorosso.
Nel campionato di Serie B 2023-2024 il Catanzaro, da neopromosso, conclude al 5º posto, ottenendo la partecipazione ai Play Off, venendo eliminato soltanto in semifinale dalla Cremonese. L'anno seguente, 2024-25, la compagine calabrese conferma quanto di buono mostrato nelle precedenti due stagioni, giungendo 6º in campionato e ottenendo nuovamente l'accesso ai Play Off. Per il secondo anno consecutivo il percorso dei giallorossi agli spareggi si conclude in semifinale, questa volta per mano dello Spezia.

## Colori e simboli

### Colori

La classica divisa rossa con richiami gialli indossata dal Catanzaro nella stagione 1980-1981.

Fin dalla fondazione, i colori del club sono il giallo e il rosso, che sono anche i colori della città di Catanzaro.
La divisa più utilizzata negli oltre novanta anni di storia dalle Aquile è quella rossa a tinta unita, con il colletto a V giallo, con calzoncini e calzettoni rossi con bordi gialli. Questi abbinamenti hanno accompagnato i calabresi negli anni d'oro della Serie A e quindi sono i più cari all'ambiente catanzarese. Altrettanto utilizzata è stata la maglietta a strisce verticali giallorosse con calzoncini e calzettoni rossi con bordi gialli, soprattutto negli anni post-fallimento del 2006. Molto più raramente il Catanzaro ha utilizzato una maglietta con strisce giallorosse orizzontali. Tuttavia questa divisa è stata utilizzata dai calabresi nella storica partita di Torino, vinta contro la Juventus, nella Coppa Italia 1965-66, che avrebbe lanciato il Catanzaro in finale, poi persa contro i gigliati di Firenze.

Il Catanzaro classificatosi al primo posto a pari merito con e nel campionato di Serie B 1975-1976, indossa la più classica tra le seconde divise, completamente blu.

Per quanto concerne la maglia da trasferta, quella più utilizzata è completamente blu con richiami giallorossi, ma sono state indossate anche tenute completamente bianche o gialle. Sporadicamente le aquile hanno utilizzato anche una terza divisa che, a seconda del colore della seconda tenuta, poteva essere sia blu che bianca che gialla. Idem per la quarta divisa.

### Simboli ufficiali

#### Stemma
Lo stemma societario consiste in uno scudo nel quale campeggia lo storico simbolo del Catanzaro, l'aquila reale, ripresa fedelmente dallo stemma della città, che stringe col becco un nastro azzurro su cui è riportato il motto Sanguinis effusione, motivato dalle perdite riportate in varie battaglie dai combattenti catanzaresi. Sul ventre dell'aquila prende posto uno scudo che riproduce i tre colli sui quali si erge la città. Una linea verticale divide in due lo stemma, così da consentire l'inserimento dei colori sociali della squadra, che è completato dal nome della società, posto in alto su sfondo blu.
Nelle sue varie evoluzioni nel corso degli anni, lo stemma del Catanzaro è sempre stato caratterizzato dalla presenza dell'aquila, seppur raramente con lievi modifiche grafiche. Furono apposte modifiche ingenti a cavallo degli anni 1990, quando l'aquila fu inserita in uno scudo ovale, e durante la prima stagione dopo il fallimento avvenuto nel 2006; in quel caso, lo stemma della neonata FC Catanzaro incontrò i pareri sfavorevoli della tifoseria.
Il Catanzaro appose per la prima volta il proprio stemma sulle casacche nella stagione 1989-1990. L'attuale logo è stato presentato nel 2018: lo storico stemma è stato rivisitato affiancando la tradizionale data di fondazione (1929) alla denominazione sociale.

Lo stemma dell'USF Catanzarese.
Il logo utilizzato negli anni 1970.
Il logo utilizzato a partire dalla metà degli anni 1990 fino al 2003.
Il primo stemma del FC Catanzaro (2006-2007).
FC Catanzaro (2007-2008).
FC Catanzaro (2008-2011).
Lo storico stemma, utilizzato negli anni 1980 e 1990 e riutilizzato dal 2011 al 2018.
Il logo rinnovato, in uso dal 2018.

#### Inno
Lo storico inno del Catanzaro è intitolato Aquile, risalente agli anni settanta; il testo e la musica sono opera del cantautore catanzarese Pino Pavone e del cantautore livornese Piero Ciampi. Dopo un periodo di assenza, è stato riproposto allo stadio, prima dell'ingresso in campo delle formazioni, nel corso della stagione 2006-2007.

## Strutture

### Stadio
Il Catanzaro disputa le proprie partite casalinghe allo stadio Nicola Ceravolo. Il terreno sul quale sorge l'impianto venne adibito a campo di concentramento durante il primo conflitto mondiale, prendendo il nome di "Piazza d'Armi". Al termine della guerra venne destinato all'addestramento delle truppe di stanza a Catanzaro, allora sede del Comando di Divisione e del 19º Reggimento di Fanteria.
Nei primi anni '20 del '900 vi sorse il nuovo campo sportivo, inaugurato nel 1924 in seguito allo sviluppo della pratica dell'attività del football in città. L'allora "stadio Divisionale", in seguito conosciuto come "stadio Militare", era dotato di un rettangolo di gioco livellato, fiancheggiato da un percorso di guerra, da una pista sopraelevata e da tribunette in legno arredate all'interno. Dopo alcuni decenni, negli anni '50, sotto la gestione Ferrara, l'impianto venne dotato di una gradinata opposta alla tribuna, i "Distinti", comprendenti la sala stampa, i magazzini e gli spogliatoi.
Nel 1971 il Catanzaro conquista la prima storica promozione in Serie A e l'impianto viene sottoposto a ingenti opere di ristrutturazione e adeguamento alle normative allora vigenti. La capienza verrà portata a 20.000 posti; sempre negli anni 1970, durante l'era "Di Marzio", verranno costruiti ulteriori gradoni su quelli preesistenti, in modo da poter certificare una capienza di 30.000, facendo del "Militare" uno degli stadi più grandi del Sud Italia.
Nel 1989 l'impianto viene intitolato al compianto Nicola Ceravolo, il presidentissimo del Catanzaro. Nel 1996 è la volte della curva Ovest, intitolata al giovane tifoso Massimo Capraro, prematuramente scomparso in un incidente stradale. Nel 1998 viene eliminata la pista d'atletica e certificata una capienza di 11.033 posti. Altre importanti opere di ristrutturazione vennero eseguite con la promozione in Serie B nel 2004 e, nel 2008, in seguito alle delibera del decreto Pisanu. Nell'ultimo citato periodo vennero installati, fra gli altri, i seggiolini in tutti i settori, rendendo tutti i posti a sedere. L'attuale capienza dell'impianto è di 14.650 posti.

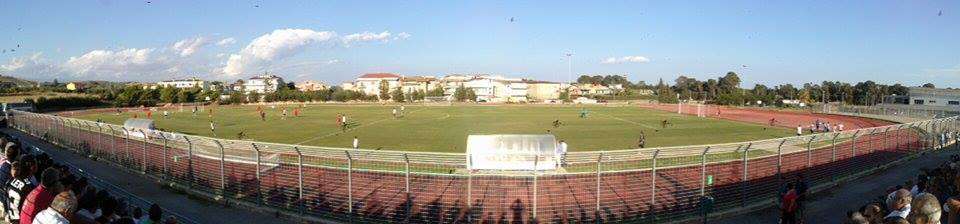
Il campo Mirko Gullì durante un'amichevole con la (2015).

L'impianto era caratterizzato dalla presenza nella curva ovest, settore occupato dalla frangia più calda della tifoseria, di un albero, nella fattispecie un pino marino.

### Centro di allenamento
Il Catanzaro dispone di un centro di proprietà, il campo Mirko Gullì del PoliGiovino, in cui disputa le proprie sedute di allenamento, pervenuto dalla Provincia il 4 ottobre 2023, precedentemente ottenuto in concessione, sempre dalla Provincia nel 2013. Fino ad allora, la squadra ha utilizzato un campo in terra battuta a ridosso dello stadio Ceravolo, lo stadio Andrea Curto di Catanzaro Lido, con terreno sintetico, e lo stesso terreno del "Ceravolo".
Il campo Mirko Gullì è dotato di una tribuna che dispone di 2 500 posti a sedere, inoltre il terreno di gioco è circondato da una pista di atletica. Fa parte di un complesso polisportivo inaugurato nel 2004, localizzato nel quartiere di Giovino, che comprende anche una piscina coperta dotata di 750 posti a sedere e un palazzetto polifunzionale. Il campo fu intitolato alla memoria di Mirko Gullì, giovanissimo tifoso catanzarese prematuramente scomparso, nel 2005.

## Società
L'attuale società, una S.r.l. con sede in via Gioacchino da Fiore n. 38 a Catanzaro, è detenuta interamente dall'AZ S.p.A. (di proprietà della famiglia Noto) presieduta da Floriano Noto che diviene anche presidente e amministratore unico del sodalizio.

### Organigramma societario
Dal sito internet ufficiale della società.
- Floriano Noto - Presidente e amministratore unico
- Paolo Morganti - Direttore generale
- Ciro Polito - Direttore sportivo
- Dario Lamanna - Rapporti istituzionali / Enti Federale
- Antonino Scimone - Team Manager
- Salvatore Conti - Segretario generale
- Nazario Sauro - Football Society Resp. Officer
- Antonella Marchese, Federico Caliò - Amministrazione
- Piero Gigliotti - Responsabile progetti speciali
- Umberto De Stefano - Responsabile marketing e sponsor
- Salvatore Ferragina - SLO
- Davide Lamanna, Antonio Capria - Comunicazione
- Alessandro Scuderi - Area digital, grafica e contenuti multimediali
- Luigi Silipo - Fotografo ufficiale
- Nicola Cestari - Responsabile ticketing

### Sponsor
Di seguito la cronologia di fornitori tecnici e sponsor del Catanzaro.
| Cronologia degli sponsor tecnici - 1927-1972 non presente - 1972-1973 CCC - 1973-1977 non presente - 1977-1986 NR - 1986-1987 NR (N2) - 1987-1989 Degi - 1989-1991 Diadora - 1991-1993 NR - 1993-1994 Legea/Gems - 1994-1995 Devis - 1995-1997 Devis/Sirio - 1997-1998 Erreà - 1998-1999 Devis/Nena - 1999-2000 Nena - 2000-2001 Nena/Pienne - 2001-2004 Devis - 2004-2006 Asics - 2006-2007 Onze - 2007-2008 Asics - 2008-2009 Patrick - 2009-2010 Givova - 2010-2011 Givova/Legea (a partire da marzo) - 2011-2012 Macron/Givova (a partire dalla 2ª giornata) - 2012-2015 Givova - 2015-2018 Ready - 2018-2020 Erreà - 2020- EYE Sport |

### Impegno nel sociale

Il marchio Unicef sulla maglia catanzarese della stagione 1982-1983

Il Catanzaro è stato il primo club calcistico al mondo, nella stagione 1982-1983, a dare visibilità sulle proprie maglie all'UNICEF.
La società giallorossa a cavallo fra il 2012 e il 2013 ha sposato l'iniziativa "Catanzaro città cardio-protetta", portata avanti grazie alla collaborazione dello staff medico del Catanzaro, che rientra nel progetto "Cuore Batticuore - Piermario Morosini - Un Defibrillatore per la vita" portato avanti dall'associazione "Live", di cui è testimone il calciatore Leonardo Bonucci. L'iniziativa si pone come obiettivo quello donare defibrillatori agli istituti scolastici del capoluogo calabrese e ad altri enti presenti sul territorio dove viene praticato sport.
Per reperire fondi per questo progetto, nell'ultimo match di campionato della stagione 2012-2013 le formazioni di Catanzaro e Avellino hanno indossato delle magliette celebrative con il doppio logo del progetto "Cuore batticuore" e "Catanzaro città cardio-protetta" create per l'occasione, che al termine della partita sono state messe all'asta per contribuire all'acquisto di nuovi apparecchi da destinare sempre al capoluogo calabrese e alla sua provincia. Il testimonial dell'iniziativa in rappresentanza della società è stato il centrocampista Alberto Quadri. L'iniziativa, finalizzata questa volta a raccogliere fondi da destinare altrove, è stata ripetuta anche la stagione successiva. Il testimonial designato è stato il portiere Giacomo Bindi.
Nel dicembre del 2014, durante il corso di una manifestazione benefica svolta nel centro della città, sono state messe all'asta le divise della stagione corrente del Catanzaro, della Planet Basket, del Panarea Catanzaro Beach Soccer e del Catanzaro Calcio a 5. L'incasso è stato devoluto all'AVIS.
Negli ultimi mesi del 2015 la società ha attuato una raccolta fondi da destinare all'associazione "Un futuro per l'autismo". In occasione della consegna da parte dall'associazione di una targa ricordo alla società giallorossa, i calciatori hanno posato sul prato verde del Ceravolo con alcuni bambini autistici.

### Settore giovanile

Fausto Silipo, prodotto del vivaio giallorosso.

Al settore giovanile del Catanzaro, che ha vinto il Campionato Berretti 1991-1992 e partecipato quattro volte al Torneo di Viareggio, si deve la formazione di numerosi calciatori poi diventati celebri, fra i quali è possibile citare Fausto Silipo, Massimo Mauro, Gaetano Fontana e Domenico Giampà.
La fortuna del settore giovanile è tuttavia legata agli anni precedenti al fallimento del 2006, anni durante i quali, oltre alla citata vittoria nel Campionato Berretti, il Catanzaro è arrivato due volte ai quarti di finale del torneo di Viareggio e altrettante volte si è invece fermato al girone di qualificazione. Le due prestazioni migliori arrivarono nel 1982 (sconfitta ai rigori contro l'Ipswich Town) e nel 1983 (sconfitta contro la Roma). Le eliminazioni durante la fase a gironi risalgono invece al 2004 e al 2005. Precedentemente all’annata 2024-2025 l'unica prestazione da segnalare della società risale alla stagione 2012-2013, quando la selezione Berretti arrivò seconda nel girone di categoria, venendo poi eliminata dal Latina nella "final four" per il titolo, e la squadra Allievi giunse settima, perdendo in semifinale contro l'AlbinoLeffe. Nella stagione 2024-2025 la selezione Primavera 3 guidata da Massimo Costantino,  ha ottenuto per la prima volta la promozione in Primavera 2  dopo aver dominato il proprio girone ed aver vinto la finale playoff nella doppia sfida contro il Gubbio.
Il 24 Maggio 2025 si assegna sul campo neutro "Mirabello" di Reggio Emilia il prestigioso trofeo Dante Berretti, alla sua 57ª edizione. Il trofeo assegna il titolo di campione d’Italia alla Primavera 3. La finale vede gli aquilotti affrontare la squadra Primavera del Lecco, che, sorprendentemente, ha vinto il girone A partendo dal quinto posto in stagione regolare. La partita si conclude 3-2 in favore dei giallorossi che chiudono la stagione nel migliore dei modi alzando al cielo il trofeo.
Il settore giovanile del Catanzaro è composto da squadre che prendono parte ai suddetti campionati: Berretti, Allievi Nazionali, Giovanissimi Nazionali e Giovanissimi Regionali. La società inoltre dispone di una scuola calcio, fondata nel 2012, che nel 2015 è stata ufficialmente riconosciuta dalla FIGC.

Lo stemma dell'Academy.

Nel mese di settembre del 2017 nasce il progetto "Academy Catanzaro Calcio", il cui fine principale è instaurare accordi di collaborazione tecnico-sportiva fra il Catanzaro Calcio e le società dilettantistiche calabresi, in modo da contribuire alla valorizzazione di giovani calciatori. L'accordo di collaborazione prevede incontri di formazione, visite presso i campi da gioco, allenamenti dimostrativi, periodi di prova, attività di scouting e il diritto di opzione sui giovani calciatori.

## Diffusione nella cultura di massa

Corteo di tifosi del Catanzaro emigrati a Torino in occasione della seconda promozione in Serie A dei giallorossi, avvenuta nel 1976.

Soprannominato Regina del Sud e Timore del Nord negli anni 1970, il Catanzaro - citato alla voce "Giallorosso" dal Vocabolario della Lingua Italiana di Nicola Zingarelli - ebbe un'importante popolarità fra gli emigrati calabresi e nella sua regione dopo essere arrivato in Serie A.
Alla squadra fu dedicata la copertina del numero 1103 di Topolino
del 16 gennaio 1977, che raffigurò Orazio Cavezza con la maglia della squadra e circondato dai simboli della società. Un'altra citazione del club appare nel film Io so che tu sai che io so: il protagonista, interpretato da Alberto Sordi, assiste in tv a una partita della sua squadra preferita, la Roma, e si inalbera per un gol di Edy Bivi. La squadra è citata inoltre in due opere legate alla carriera di Massimo Palanca: l'autobiografia da lui scritta e la puntata di Sfide dedicata all'attaccante lauretano
. Nel periodo di maggior successo della squadra, a cavallo degli anni 1970 e 1980, furono scritti molteplici brani celebrativi. La società dispone infine di una web TV dedicata.
Fra i tifosi "celebri", l'attrice torinese Claudia Penoni, la quale ha dichiarato in più occasioni di essere tifosa del Catanzaro, grazie alla passione trasmessale dal marito originario del capoluogo calabrese, e il giornalista sportivo e radiocronista Giuseppe Bisantis, nato a Catanzaro.

## Allenatori e presidenti

### Allenatori
Gli allenatori del Catanzaro sono stati 84, 78 dei quali italiani come il primo tecnico, Dino Baroni. Due invece gli ungheresi: il secondo allenatore, Géza Kertész, protagonista della prima promozione in serie B, e György Kőszegi. Il più longevo fu Riccardo Mottola, rimasto in carica dal 1938 al 1946. Tuttavia, i più amati furono Gianni Seghedoni, che ottenne la prima promozione in serie A, e Gianni Di Marzio, sotto la quale guida i calabresi conquistarono la seconda promozione. A Dino Ballacci si deve infine la finale di Coppa Italia.
Di seguito la cronologia degli allenatori dall'anno di fondazione a oggi.
- 1927-1929 ...
- 1929-1930  Dino Baroni[110]
- 1930-1931  Dino Baroni (1ª-?ª)
 Géza Kertész (?ª-?ª)
 Dino Baroni (?ª-?ª)
- 1931-1933  Géza Kertész
- 1933-1934  Heinrich Schönfeld (1ª-11ª)
 György Kőszegi (12ª-26ª)
- 1934-1935  György Kőszegi
- 1935-1936  Cesare Migliorini
- 1936-1937  Cesare Migliorini (1ª-?ª)
 Heinrich Schönfeld (?ª-30ª)
- 1937-1938  Walter Colombati
- 1938-1946  Riccardo Mottola
- 1946-1947  Pietro Piselli
- 1947-1948  Gastone Boni (1ª-?ª)
 Euro Riparbelli (?ª-26ª)
- 1948-1949  Luciano Robotti (1ª-?ª)
 Euro Riparbelli e  Pasquale Ripepe (?ª-38ª)
- 1949-1952  Euro Riparbelli
- 1952-1956  Orlando Tognotti
- 1956-1957  Renato Bottacini (1ª-16ª)
 Vittorio Masci e  Pasquale Ripepe (17ª-34ª)
- 1957-1960  Piero Pasinati
- 1960-1961  Piero Pasinati (1ª-16ª)
 Enzo Dolfin (17ª)
 Piero Pasinati (18ª)
 Enzo Dolfin (19ª-38ª)
- 1961-1962  Bruno Arcari (1ª-29ª)
 Enzo Dolfin (30ª-38ª)
- 1962-1963  Enzo Dolfin
- 1963-1965  Leandro Remondini
- 1965-1966  Dino Ballacci
- 1966-1967  Carmelo Di Bella
- 1967-1968  Luciano Lupi
- 1968-1969  Luciano Lupi (1ª-22ª)
 Umberto Sacco (22ª-38ª)
- 1969-1970  Dino Ballacci
- 1970-1972  Gianni Seghedoni
- 1972-1973  Renato Lucchi (1ª-25ª)
 Saverio Leotta (26ª-38ª)
- 1973-1974  Gianni Seghedoni (1ª-15ª)
 Carmelo Di Bella (16ª-38ª)
- 1974-1977  Gianni Di Marzio
- 1977-1978  Giorgio Sereni
- 1978-1979  Carlo Mazzone
- 1979-1980  Carlo Mazzone (1ª-25ª)
 Saverio Leotta (25ª-30ª)
- 1980-1981  Tarcisio Burgnich
- 1981-1982  Bruno Pace
- 1982-1983  Bruno Pace (1ª-15ª)
 Saverio Leotta (16ª-30ª)
- 1983-1984  Mario Corso (1ª-9ª)
 Antonio Renna (10ª-38ª)
- 1984-1985  Giovan Battista Fabbri
- 1985-1986  Pietro Santin (1ª-20ª)
 Todor Veselinović e  Francesco Scorsa (21ª-24ª)
 Todor Veselinović e  Antonio Lionetti (25ª-38ª)
- 1986-1987  Claudio Tobia
- 1987-1988  Vincenzo Guerini
- 1988-1989  Tarcisio Burgnich (1ª-7ª)
 Gianni Di Marzio (8ª-38ª)
- 1989-1990  Fausto Silipo (1ª-14ª)
 Renzo Aldi e  Giovan Battista Fabbri (D.T.) (15ª-20ª)
 Fausto Silipo (21ª-38ª)
- 1990-1991  Claudio Sala (1ª-6ª)
 Francesco Brignani (7ª-15ª)
 Claudio Sala (16ª-24ª)
 Gennaro Rambone (25ª-34ª)
- 1991-1992  Gennaro Rambone (1ª-20ª)
 Franco Selvaggi (21ª-38ª)
- 1992-1993  Franco Selvaggi (1ª-6ª)
 Adriano Banelli (7ª-18ª)
 Paolo Dal Fiume (19ª-25ª)
 Adriano Banelli (26ª-34ª)
- 1993-1994  Gianni Improta
- 1994-1995  Gianni Improta (1ª-3ª)
 Enrico Nicolini (4ª-26ª)
 Saverio Leotta (27ª-28ª)
 Enrico Nicolini (29ª-34ª)
- 1995-1996  Mauro Zampollini (1ª-5ª)
 Marcello Pasquino (6ª-27ª)
 Adriano Banelli (28ª-34ª)
- 1996-1997  Rino Lavezzini (1ª-26ª)
 Giuseppe Sabadini (27ª-34ª)
 Rino Lavezzini (play-off)
- 1997-1998  Francesco Paolo Specchia (1ª-26ª)
 Giuseppe Vuolo (27ª-34ª)
- 1998-1999  Juan Carlos Morrone
- 1999-2000  Salvatore Esposito (1ª-8ª)
 Fortunato Torrisi (9ª-25ª)
 Giuseppe Galluzzo (26ª-34ª)
- 2000-2001  Agatino Cuttone
- 2001-2002  Leonardo Bitetto (1ª-21ª)
 Massimo Morgia (22ª-34ª)
- 2002-2003  Franco Dellisanti
- 2003-2004  Piero Braglia
- 2004-2005  Piero Braglia (1ª-5ª)
 Luigi Cagni (6ª-25ª)
 Bruno Bolchi (25ª-42ª)
- 2005-2006  Sergio Buso (1ª-13ª)
 Vincenzo Guerini (14ª-24ª)
 Bruno Giordano (25ª-37ª)
 Franco Cittadino (37ª-42ª)
- 2006-2007  Manuele Domenicali
- 2007-2008  Fausto Silipo (1ª-5ª)
 Franco Cittadino (6ª-21ª)
 Agatino Cuttone (22ª-34ª)
- 2008-2009  Nicola Provenza
- 2009-2010  Gaetano Auteri
- 2010-2011  Zé Maria (1ª-9ª)
 Antonio Aloi (10ª-30ª)
- 2011-2012  Francesco Cozza
- 2012-2013  Francesco Cozza (1ª-27ª)
 Salvo Fulvio D'Adderio (28ª-30ª)
- 2013-2014  Oscar Brevi
- 2014-2015  Francesco Moriero (1ª-12ª)
 Massimo D'Urso (13ª)
 Stefano Sanderra (14ª-37ª)
 Massimo D'Urso (38ª)
- 2015-2016  Massimo D'Urso (1ª-8ª)
 Alessandro Erra (9ª-34ª)
- 2016-2017  Alessandro Erra (lug.-ago.)
 Giulio Spader (1ª)
 Mario Somma (2ª-9ª)
 Nunzio Zavettieri (10ª-25ª)
 Alessandro Erra (26ª-38ª e play-out)
- 2017-2018  Alessandro Erra (1ª-8ª)
 Davide Dionigi (9ª-28ª)
 Giuseppe Pancaro (29ª-38ª)
- 2018-2019  Gaetano Auteri
- 2019-2020  Gaetano Auteri (1ª-10ª)
 Gianluca Grassadonia (11ª-22ª)
 Gaetano Auteri (23ª-30ª e play-off)
- 2020-2021  Antonio Calabro
- 2021-2022  Antonio Calabro (1ª-16ª)
 Vincenzo Vivarini (17ª-38ª)
- 2022-2024  Vincenzo Vivarini
- 2024-2025  Fabio Caserta
- 2025-  Alberto Aquilani

### Presidenti
La storia del Catanzaro è stata caratterizzata da 23 presidenti, il primo dei quali fu il marchese Susanna, rampollo di una famiglia nobile locale. Il più longevo e amato fu Nicola Ceravolo, cui è intitolato lo stadio, che rimase alla guida della società per 21 anni, dal 1958 al 1979, partecipando tre volte alla Serie A e arrivando in finale di Coppa Italia. Il secondo presidente più longevo fu Giuseppe Albano, numero uno del club fra il 1984 e il 1995. Dopo il suo addio alla presidenza, la società fu caratterizzata da numerosi cambi al vertice.
Di seguito la cronologia dei presidenti dall'anno di fondazione a oggi.
- 1927-1928  Antonio Susanna
- 1928-1937  Enrico Talamo
- 1937-1940  Arnaldo Pugliese
- 1944-1945  Italo Paparazzo
- 1945-1946  Umberto Riccio
- 1946-1947  Giuseppe Zamboni Pesci
- 1948-1950  Gino Guarnieri
- 1950-1958  Aldo Ferrara
- 1958-1979  Nicola Ceravolo
- 1979-1984  Adriano Merlo
- 1984-1995  Giuseppe Albano
- 1995-1999  Giuseppe Soluri
- 1999-2002  Giovanni Mancuso
- 2002-2003  Giovanni Mancuso
 Domenico Cavallaro (da gennaio)[113]
 Claudio Parente (da febbraio)[114]
- 2003-2005  Claudio Parente
- 2005-2006  Claudio Parente
 Bernardo Colao (da gennaio)[115]
 Domenico Cavallaro (da maggio)[116]
 Giulio Nardo (curatore fallimentare)[117]
- 2006-2007  Giancarlo Pittelli
- 2007-2008  Giancarlo Pittelli
 Pasquale Bove (da febbraio)[118]
- 2008-2009  Pasquale Bove
- 2009-2010  Antonio Aiello (amm. unico)
- 2010-2011  Maurizio Ferrara[119]
 Giuseppe Santaguida (amm. unico) (da novembre)[120]
 Giulio Nardo (curatore fallimentare) (da febbraio)[121]
- 2011-2016  Giuseppe Cosentino
- 2016-2017  Giuseppe Cosentino
 Gessica Cosentino (amm. unico) (da giugno)
- 2017-2018  Gessica Cosentino (amm. unico)
 Floriano Noto (da luglio)
- 2018-  Floriano Noto

## Calciatori

### Hall of Fame
Di seguito la Hall of Fame tratta dal vecchio sito internet ufficiale della società.
- Adriano Banelli (1967-1979)
- Edi Bivi (1981-1984)
- Gianni Bui (1965-1967)
- Giovanni Improta (1975-1979 calciatore; 1993-1995 allenatore)
- Saverio Leotta (1952-1955 calciatore; 1972-1973, 1980, 1983, 1994-1995 allenatore)
- Angelo Mammì (1970-1972)
- Massimo Mauro (1979-1982)
- Massimo Palanca (1974-1981 e 1986-1990)

### Contributo alle nazionali

Massimo Mauro.

Sette calciatori del Catanzaro hanno vestito la maglia dell'Italia Under 21. Il primo fu Massimo Mauro, che esordì contro la Spagna il 29 ottobre 1980 e totalizzò 7 presenze e 9 convocazioni. Seguirono Edi Bivi (3 presenze), Costanzo Celestini (2), Carlo Borghi (1), Pietro Mariani (2) e Giovanni Cervone (2 convocazioni, ma nessuna presenza). Nel 2023 viene convocato Giuseppe Ambrosino (2) e nel 2024 Davide Veroli per il Torneo di Tolone. Sempre nel 2024 è il turno in Under 21 di Riccardo Turicchia.
Due calciatori del Catanzaro hanno invece ricevuto convocazioni nell'Italia Under 20: il primo fu nel 2005 Antonio Nocerino (10 presenze), seguito da Cristian Agnelli (6 presenze).
Raffaele Celia, infine, ha esordito nel 2014 nella nazionale under-16.
A queste convocazioni vanno aggiunte quelle di Andy Selva nella nazionale maggiore di San Marino (6 presenze) e di Florian Myrtaj nella selezione albanese (3 presenze). Nel 2023 si aggiungono all'elenco le convocazioni di Luca D'Andrea in Nazionale Under 20 dell'Italia e Dimo Krastev nella Nazionale Bulgara.

## Palmarès

### Competizioni nazionali
- Serie C: 3

1935-1936 (girone D), 1958-1959 (girone B), 2022-2023 (girone C)
- Serie C1: 3

1984-1985 (girone B), 1986-1987 (girone B), 2003-2004 (girone B)
- Supercoppa Serie C: 1

2023
- Scudetto IV Serie: 1

1952-1953

### Competizioni giovanili
- Campionato nazionale Dante Berretti: 2

1991-1992
2024-2025

## Statistiche e record

### Partecipazioni ai campionati
In 85 stagioni all'interno delle leghe calcistiche nazionali della FIGC sia attuali che passate: la Lega Calcio, la Lega Pro, la Lega di IV Serie, la Lega Sud, il DDS. Il Catanzaro non fu ufficialmente attivo fra il 1939 e il 1945 per la crisi finanziaria di origine bellica:
| Livello | Categoria                  | Partecipazioni | Debutto   | Ultima stagione | Totale |
| ------- | -------------------------- | -------------- | --------- | --------------- | ------ |
| 1º      | Serie A                    | 7              | 1971-1972 | 1982-1983       | 7      |
| 2º      | Serie B                    | 31             | 1933-1934 | 2025-2026       | 31     |
| 3º      | Prima Divisione            | 3              | 1930-1931 | 1932-1933       | 30     |
| 3º      | Serie C                    | 18             | 1935-1936 | 2022-2023       | 30     |
| 3º      | Serie C1                   | 4              | 1984-1985 | 2003-2004       | 30     |
| 3º      | Lega Pro Prima Divisione   | 2              | 2012-2013 | 2013-2014       | 30     |
| 3º      | Lega Pro                   | 3              | 2014-2015 | 2016-2017       | 30     |
| 4º      | IV Serie                   | 1              | 1952-1953 | 1952-1953       | 19     |
| 4º      | Serie C2                   | 14             | 1991-1992 | 2007-2008       | 19     |
| 4º      | Lega Pro Seconda Divisione | 4              | 2008-2009 | 2011-2012       | 19     |

### Partecipazioni alle coppe
La tabella tiene conto delle partecipazioni del Catanzaro alle coppe nazionali:
| Competizione          | Partecipazioni | Debutto   | Ultima stagione | Totale |
| --------------------- | -------------- | --------- | --------------- | ------ |
| Coppa Italia          | 44             | 1935-1936 | 2022-2023       | 44     |
| Torneo di Capodanno   | 1              | 1981      | 1981            | 1      |
| Coppa Italia Serie C  | 21             | 1984-1985 | 2022-2023       | 30     |
| Coppa Italia Lega Pro | 9              | 2008-2009 | 2016-2017       | 30     |
| Supercoppa Serie C    | 2              | 2004      | 2023            | 2      |

### Statistiche di squadra

Il Catanzaro 1981-1982, in Serie A.

Il Catanzaro esordì nel girone calabrese del campionato di terza divisione nel 1927: l'annata 2022-2023 è dunque la sua 90ª stagione sportiva. Fu nel 1930 che entrò per la prima volta nel calcio nazionale italiano, venendo promossa d'ufficio in Prima Divisione, l'allora terzo livello, nell'allora Direttorio Divisioni Superiori, l'antenato dell'odierna Lega Calcio. Dopo l'istituzione del girone unico nel 1929, il Catanzaro ha giocato 7 edizioni della Serie A, 29 della Serie B, 28 di Serie C e C1, 14 di Serie C2, 1 di IV Serie e 4 di Lega Pro Seconda Divisione.
Nel corso dei 7 campionati di Serie A, il Catanzaro ha ottenuto per due volte consecutive il suo miglior piazzamento, ovvero il settimo posto, raggiunto nel 1980-1981 e nel 1981-1982. Il suo peggior piazzamento sul campo in massima serie è il 16º posto della stagione 1982-1983.
Il Catanzaro, è la quarantottesima squadra che ha totalizzato il maggior numero di punti nella storia del campionato di Serie A, e inoltre, insieme al Ravenna, è la squadra ad aver vinto più volte il Campionato di Lega Pro Prima Divisione, precisamente in tre diverse occasioni: nel 1984-1985, nel 1986-1987 e nel 2003-2004.

Il Catanzaro 1965-1966, finalista di Coppa Italia.

Per quanto concerne le coppe nazionali, il Catanzaro ha disputato 42 volte la Coppa Italia, e in una sola occasione è arrivata in finale, nel 1965-1966, mentre per due volte ha raggiunto la semifinale, nel 1978-1979 e nel 1981-1982. Sono invece 29 le partecipazioni alla Coppa Italia di Serie C e ai suoi antesignani.
Per quanto riguarda le competizioni internazionali, il Catanzaro annovera una partecipazione alla Coppa delle Alpi nel 1960, che riuscì a conquistare in rappresentanza della federazione insieme ad altre sette formazioni italiane, e una partecipazione alla Coppa Anglo-Italiana nel 1972, nella quale non superò il girone eliminatorio al cospetto della Roma e delle compagini inglesi dello Stoke City e del Carlisle Utd.
Nella stagione 2022-2023, dopo aver condotto un campionato senza sconfitte fino a metà febbraio, il Catanzaro vince il girone C con cinque giornate d'anticipo, guadagnandosi così il ritorno in Serie B dopo diciassette anni. Con solo sei pareggi e due sconfitte, il Catanzaro dei record chiude una stagione eccezionale, con 96 punti complessivi, superando il record della Ternana di due anni prima (che si era fermata a 90), segnando 102 reti e subendone solo 21, con una devastante differenza reti di +81.
Tanti i record assoluti per la categoria realizzati in questa stagione: il già citato record di punti complessivi, il record di punti realizzati nel girone d’andata(51), migliore media punti complessiva (2,52 punti a partita), il record di vittorie complessive (30), il record di segnature di un calciatore in una sola stagione con Pietro Iemmello(28 reti).

### Statistiche individuali

Giuseppe Lorenzo.

Adriano Banelli è il giocatore che con la maglia del Catanzaro detiene il record di presenze (336 in campionato). Il calciatore che invece ha giocato più partite in Serie A è Claudio Ranieri (128 su 225 complessive), di cui la maggior parte da capitano.
Il debuttante più giovane nella storia del club è Domenico Strumbo, che il 20 novembre del 2017 ha esordito in prima squadra a 16 anni, 9 mesi e 12 giorni: ciò gli ha consentito anche di diventare il giocatore più giovane a debuttare in Serie C, un record che ha mantenuto fino all'ottobre del 2021, quando Jacopo Surricchio del Teramo (esordiente a 15 anni e 279 giorni) ha stabilito un nuovo primato.
Massimo Palanca è invece il calciatore che, con la maglia del Catanzaro, ha realizzato più gol in assoluto: con la casacca giallorossa in 11 anni, 331 presenze e 116 goal in campionato; 36 presenze e 20 gol in Coppa Italia. Pietro Iemmello è il giocatore che ha totalizzato il maggior numero di gol realizzati da un calciatore con la maglia del Catanzaro in una sola stagione, nel campionato di Serie C 2022-2023 con 28 reti, riuscendo a conquistare il titolo di capocannoniere del torneo, traguardo raggiunto solamente da sei calciatori nella storia della società calabrese: il primo fu Gianni Bui, con 18 reti nel torneo di Serie B 1965-1966. Massimo Palanca fu capocannoniere nel campionato di Serie B 1977-1978 e nella Serie C1 1986-1987. Altri capocannonieri furono Giuseppe Lorenzo nella Serie C1 1984-1985, Paolo Mollica nella Serie C2 1991-1992 e Sebastián Bueno nella Serie C2 2006-2007. In Coppa Italia lo stesso Palanca fu bomber principe nel 1978-1979.
Inoltre, nella Serie C 2022-2023, Pietro Iemmello ha raggiunto il record assoluto di reti realizzate (28) in una sola stagione della divisione.
I calciatori del Catanzaro a superare le 15 marcature in campionato senza laurearsi capocannonieri del rispettivo torneo sono stati 7. Il primo fu Ettore Brossi, nel campionato di Prima Divisione 1932-1933. Segue per tre volte consecutive Geraci, nel 1947-1948, nel 1950-1951 e nel 1952-1953. Dopo di lui Corti nel 1955-1956, Gianni Fanello nel 1959-1960, Giorgio Corona nel 2003-2004, Manolo Mosciaro nel 2009-2010 e il già citato Simone Masini nel 2011-2012. Da segnalare, infine, che Massimo Palanca ed Edi Bivi furono vice-capocannonieri della Serie A, rispettivamente nelle stagioni 1980-81 e 1981-82 con 13 e 12 gol, in entrambe le occasioni dietro a Roberto Pruzzo.
Luca Scerbo, grazie al rigore realizzato il 7 dicembre 2011 nella sfida contro il Trapani valida per il secondo turno di Coppa Italia Lega Pro, è stato il primo, e finora unico, portiere ad aver realizzato una rete in maglia giallorossa.

## Tifoseria

### Storia

Gli ultras catanzaresi negli anni 1980.

La maggior parte dei tifosi giallorossi proviene dalla città e dalla provincia catanzarese, ma una grossa fetta è rappresentata da sostenitori residenti nei comuni staccatisi dalla stessa provincia e dai comuni della Locride.
Nel periodo di maggior successo, quello della Serie A tra il 1970 e il 1983, il Catanzaro era la squadra che rappresentava e identificava tutta la Calabria, raccogliendo tifosi da ogni parte della regione. Grande seguito inoltre si registrava tra gli emigranti calabresi stabilitisi nel nord dell'Italia per le trasferte dei giallorossi durante il citato periodo in cui il sodalizio militava in massima serie.

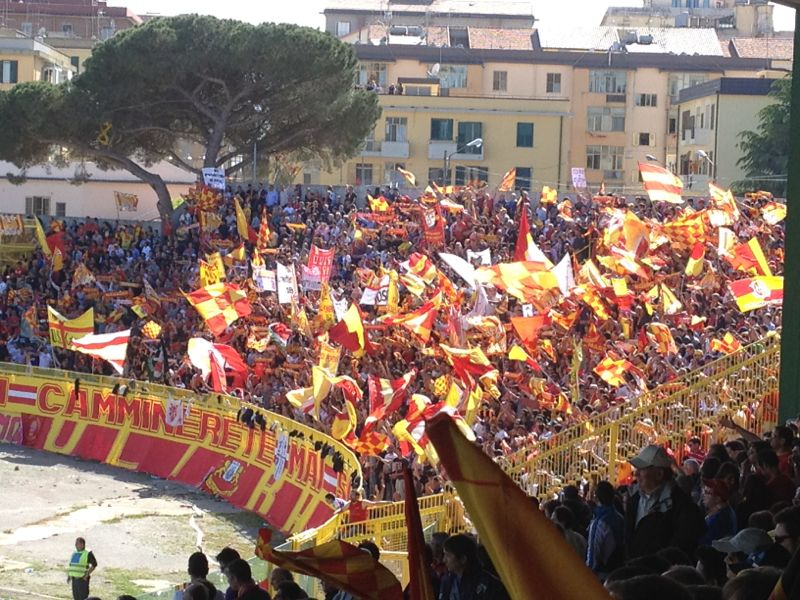
La Curva Massimo Capraro nel 2012.

A livello di tifoseria organizzata, il principale gruppo ultras al seguito delle aquile sono gli "Ultras Catanzaro 1973", conosciuti anche con la sigla UC '73. Il gruppo - che nel corso degli anni ha raccolto segni di stima e rispetto da molte tifoserie - è uno dei più longevi del panorama ultras nazionale.

### Gemellaggi e rivalità
I gemellaggi storici degli ultras giallorossi sono quelli con i barlettani, nato in occasione della promozione di entrambe le squadre in Serie B, con i bresciani, nato negli anni 1980, ma soprattutto con i fiorentini, risalente agli inizi degli anni 1980 e sancito subito dopo il secondo posto dei viola nel campionato di Serie A 1981-1982, molto sentito da ambedue le parti.
Un altro gemellaggio concretizzatosi nel tempo è quello con la tifoseria dell'Austria Salisburgo (gemellati a loro volta con i barlettani). Il legame è nato durante il campionato di Lega Pro Prima Divisione 2012-2013 tra "Ultras Catanzaro 1973" e "TGS" (gruppo organizzato colonna portante del tifo salisburghese).
Altri rapporti d'amicizia intercorrono con i tifosi di Nocerina, Vibonese, Olbia, Siracusa, Atlético Madrid, Potenza, Sambiase, Locri e Rosarno.
La rivalità principale è quella con il Cosenza, con cui ci si scontra nel Derby di Calabria. Di rilievo anche le inimicizie con il Catania e con il Messina. 
Sentita anche la rivalità con la Reggina (con la quale in passato andó in essere un gemellaggio, in particolare con il gruppo ultras "CUCN 82", poi involutosi in una tiepida amicizia e successivamente, nel 2017, in rivalità).

## Organico

### Rosa 2025-2026
Rosa aggiornata al 15 agosto 2025
| N. |                    | Ruolo | Calciatore                 |
| -- | ------------------ | ----- | -------------------------- |
| 1  | Italia (bandiera)  | P     | Christian Marietta         |
| 4  | Brasile (bandiera) | D     | Matias Antonini            |
| 5  | Albania (bandiera) | D     | Ervin Bashi                |
| 7  | Italia (bandiera)  | A     | Giovanni Volpe             |
| 8  | Italia (bandiera)  | A     | Filippo Pittarello         |
| 9  | Italia (bandiera)  | A     | Pietro Iemmello (capitano) |
| 10 | Italia (bandiera)  | C     | Jacopo Petriccione         |
| 14 | Italia (bandiera)  | C     | Mattia Liberali            |
| 17 | Italia (bandiera)  | D     | Gianluca Di Chiara         |
| 18 | Italia (bandiera)  | D     | Davide Bettella            |
| 19 | Italia (bandiera)  | A     | Patrick Nuamah             |
| 20 | Italia (bandiera)  | C     | Simone Pontisso            |
| 21 | Italia (bandiera)  | C     | Marco Pompetti             |
| 22 | Italia (bandiera)  | P     | Mirko Pigliacelli          |

| N. |                       | Ruolo | Calciatore          |
| -- | --------------------- | ----- | ------------------- |
| 23 | Italia (bandiera)     | D     | Nicolò Brighenti    |
| 26 | Italia (bandiera)     | D     | Bruno Verrengia     |
| 27 | Italia (bandiera)     | C     | Costantino Favasuli |
| 28 | Italia (bandiera)     | A     | Tommaso Biasci      |
| 30 | Italia (bandiera)     | C     | Gabriele Alesi      |
| 32 | Italia (bandiera)     | C     | Fabio Rispoli       |
| 33 | Italia (bandiera)     | D     | Mario Paura         |
| 45 | Italia (bandiera)     | A     | Nicolò Buso         |
| 61 | Madagascar (bandiera) | A     | Sayha Seha          |
| 62 | Italia (bandiera)     | D     | Ruggero Frosinini   |
| 77 | Italia (bandiera)     | C     | Marco D'Alessandro  |
| 80 | Italia (bandiera)     | C     | Alphadjo Cissè      |
| 91 | Italia (bandiera)     | A     | Gabriel Arditi      |
| 99 | Italia (bandiera)     | P     | Edoardo Borelli     |

### Staff tecnico
Dal sito internet ufficiale della società.
Staff tecnico
- Alberto Aquilani - Allenatore
- Cristian Agnelli - Allenatore in seconda
- Fabrizio Lorieri - Preparatore dei portieri
- Antonio Del Fosco - Preparatore atletico
- Alessandro Imbrogno - Collaboratore Tecnico e Match Analyst
- Antonino Scimone - Team manager
- Carmelo Moro - Responsabile settore giovanile
- Emanuele Mochi - Osservatore
- Francesco Galati - Allenatore Berretti
- Giulio Spader - Allenatore under 17
- Giuseppe Teti - Allenatore under 15
- Roberto Camerino - Allenatore under 14

Staff medico
- Dr. Francesco De Santis - Direttore Responsabili Staff Sanitario Medici Sportivi 1ª Squadra e Settore Giovanile
- Dr. Maurizio Caglioti - Medico Sociale
- Dr. Giuseppe Stillo - Medico sociale
- Pietro Luigi Lefosse - Fisioterapista
- Felisiano Villani - Fisioterapista
- Dr. Enzo Macrì, Dr. Roberto Ceravolo, Dr. Nicola Santacroce, Dr. Domenico Meddis, Dr. Giancarlo Valenti, Dr. Maurizio Puca, Dr. Franco Caglioti, Dr. Filippo Marino, Dr. Vincenzo Russo, Dr. Paolo Canino - Medici Specialisti

### Annotazioni
1. ↑  Dove per campionati vinti s'intende conclusi al primo posto, dato che le promozioni complessive della squadra sono in totale 15.
2. ↑  In Serie A ndr.
3. 1 2  Insieme a Roma, Alessandria, Verona, Napoli, Catania, Triestina e Palermo in rappresentanza della federazione contro formazioni svizzere.

### Fonti
1. 1 2   Le “Aquile” di Piero Ciampi, su aureliofulciniti.wordpress.com, https://aureliofulciniti.wordpress.com/, 24 agosto 2015. URL consultato il 24 aprile 2016.
2. 1 2   La storia giallorossa, su catanzaronelpallone.net, http://www.catanzaronelpallone.net/. URL consultato il 22 maggio 2015 (archiviato dall'url originale il 22 maggio 2015).
3. 1 2   "Una leggenda in giallorosso". La storia dell'US Catanzaro, su youtube.com, https://www.youtube.com/, 24 marzo 2012. URL consultato il 22 maggio 2015.
4. ↑   Tifosi in piedi alle quattro del mattino per festeggiare il rientro del Catanzaro, in La Stampa, 29 giugno 1971. URL consultato il 26 luglio 2011.
5. 1 2 3 4 5 6 7 8 9 10 11 12 13 14 15 16   LA STORIA DEL CATANZARO, su uscatanzaro.net, http://www.uscatanzaro.net/. URL consultato il 29 agosto 2013 (archiviato dall'url originale il 30 agosto 2013).
6. ↑   Clamorosa sorpresa in Coppa Italia: la Juventus eliminata sul suo campo dal Catanzaro per 1 a 2, su archiviolastampa.it, http://www.archiviolastampa.it/, 10 febbraio 1966. URL consultato il 27 dicembre 2015.
7. ↑   La Fiorentina vince la Coppa Italia per un rigore nei tempi supplementari, su archiviolastampa.it, http://www.archiviolastampa.it/, 20 maggio 1966. URL consultato il 27 dicembre 2015.
8. ↑   Il Catanzaro promosso in Serie A. Per la prima volta una squadra calabrese alla ribalta del calcio, su archiviolastampa.it, http://www.archiviolastampa.it/, 28 giugno 1971. URL consultato il 26 luglio 2011.
9. ↑   Storia del Catanzaro, su magliacatanzaro.it.gg, MaglieCatanzaro.it. URL consultato il 9 novembre 2013.
10. 1 2 3   La storia - Massimo Palanca.it, su massimopalanca.it, Massimo Palanca.it. URL consultato il 26 luglio 2011.
11. ↑   Infilando al 90'la Reggiana (2-1) il Catanzaro agguantala serie A, su archiviolastampa.it, 21 giugno 1976. URL consultato il 26 luglio 2011.
12. ↑   Infilando al 90' la Reggiana (2-1) il Catanzaro agguantala serie A, su archiviolastampa.it, http://www.archiviolastampa.it/, 12 giugno 1978. URL consultato il 26 luglio 2011.
13. ↑   L'alta classifica si addice al Catanzaro, su archiviolastampa.it, 20 ottobre 1980. URL consultato il 26 luglio 2011.
14. ↑   UN' ARIA NUOVA CHE ARRIVA DA MOLTO LONTANO, su ricerca.repubblica.it, 16 ottobre 1984. URL consultato il 26 luglio 2011.
15. ↑   1983/1984 - IL CROLLO, su catanzaro1929.com, http://www.catanzaro1929.com/. URL consultato l'8 agosto 2011.
16. ↑   Il Barletta accompagna il Catanzaro in B, su archiviolastampa.it, 8 giugno 1987. URL consultato il 26 luglio 2011.
17. ↑   Quando il cuore batte troppo, su archiviolastampa.it, 15 febbraio 1988. URL consultato il 26 luglio 2011.
18. ↑   Lazio, pari a tempo scaduto, su archiviolastampa.it, 16 maggio 1988. URL consultato il 26 luglio 2011.
19. ↑   Palanca, tre reti (una da 30 metri), su archiviolastampa.it, 10 aprile 1989. URL consultato il 26 luglio 2011.
20. ↑   Il vecchio Palanca (3 reti) salva il Catanzaro, su archiviolastampa.it, 19 giugno 1989. URL consultato il 26 luglio 2011.
21. ↑   Catanzaro, rivolta da calcio, su ricerca.repubblica.it, 25 giugno 1991. URL consultato il 26 luglio 2011.
22. ↑   Il Catanzaro crolla: è del Sora l'impresa che vale la C1, su archiviostorico.gazzetta.it, 18 giugno 2001. URL consultato il 26 luglio 2011.
23. ↑   Acireale testa e gambe Super il Catanzaro crolla sul più bello, su archiviostorico.gazzetta.it, 16 giugno 2003. URL consultato il 26 luglio 2011.
24. ↑   CATANZARO ESULTA: “VITTORIA DEI GIUSTI”, su uscatanzaro.net, 28 agosto 2003. URL consultato il 4 ottobre 2011.
25. ↑   Catanzaro, non è un sogno: serie B, su archiviostorico.gazzetta.it, archioviostorico.gazzetta.it, 17 maggio 2004. URL consultato il 16 marzo 2023.
26. ↑   Tra giudici e veleni, ecco i calendari, su ricerca.repubblica.it, 17 agosto 2005. URL consultato il 26 luglio 2011.
27. ↑   Il Catanzaro non ce la fa Spera nella C2, su ricerca.gelocal.it, La Provincia Pavese, 11 luglio 2006. URL consultato il 26 luglio 2011.
28. ↑   A Roma di scena una tristissima farsa, la sceneggiata dei calciatori, su uscatanzaro.net, 7 giugno 2010. URL consultato il 26 luglio 2011.
29. ↑   Fc: Contestazione dei tifosi. Di Maio in lacrime:"Non sono un venduto" [collegamento interrotto], su catanzaroinforma.it, 8 giugno 2010. URL consultato il 26 luglio 2011.
30. ↑   Catanzaro, tutti seduti per protesta, su ricerca.repubblica.it, 13 dicembre 2010. URL consultato il 26 luglio 2011.
31. ↑   Calcio: Pomezia retrocesso a ultimo posto, salvo il Catanzaro, su cn24tv.it, http://www.cn24tv.it/, 5 maggio 2011. URL consultato l'8 marzo 2015.
32. ↑   Cosentino unico proprietario del Catanzaro Calcio, su uscatanzaro.net, 10 agosto 2011. URL consultato l'11 agosto 2011.
33. ↑   Catanzaro Calcio, il regalo di Cosentino: ieri abbiamo acquisito lo storico marchio Uesse [collegamento interrotto], su catanzaroinforma.it, 6 agosto 2011. URL consultato l'8 agosto 2011.
34. ↑  Catanzaro, la Prima divisione è tua! - Corriere della Calabria Archiviato il 9 novembre 2013 in Internet Archive.
35. ↑   Catanzaro-Avellino 0-1 I giallorossi restano in Prima, su catanzaroinforma.it, http://www.catanzaroinforma.it/, 5 maggio 2013. URL consultato il 12 maggio 2014 (archiviato dall'url originale il 12 maggio 2014).
36. ↑   Playoff ancora amari: Catanzaro-Benevento 1-2, su catanzaroinforma.it, http://www.catanzaroinforma.it/, 11 maggio 2014. URL consultato il 12 maggio 2014 (archiviato dall'url originale il 14 maggio 2014).
37. ↑   Formalizzato davanti al notaio il passaggio societario [collegamento interrotto], su uscatanzaro1929.com, https://www.uscatanzaro1929.com/, 6 luglio 2017. URL consultato il 6 luglio 2017.
38. 1 2   Us Catanzaro: slitta annuncio di Auteri ma niente panico, su catanzaroinforma.it, http://www.catanzaroinforma.it/, 30 maggio 2018. URL consultato il 6 giugno 2018.
39. 1 2   È ritornata l'U.S. Catanzaro 1929, su catanzarosport24.it, http://www.catanzarosport24.it/, 30 maggio 2018. URL consultato il 6 giugno 2018 (archiviato dall'url originale il 3 giugno 2018).
40. 1 2   Emanuele Mongiardo, L'unica squadra imbattuta d'Europa, su L'Ultimo Uomo, 18 gennaio 2023. URL consultato il 19 marzo 2023.
41. 1 2 3 4   Antonio Torrisi, Le Aquile del Sud sono tornate: il Catanzaro è in Serie B dopo 17 anni, su Goal.com, 19 marzo 2023. URL consultato il 19 marzo 2023.
42. 1 2   Christian Mancini, Catanzaro aritmeticamente promosso in Serie B dopo 19 anni, su Numero Diez, 19 marzo 2023. URL consultato il 19 marzo 2023.
43. 1 2   Serie C - Il Catanzaro perde 3-2 a Potenza ma si gode l’ennesimo record: Iemmello aggancia Deflorio, su www.lacnews24.it. URL consultato il 23 aprile 2023.
44. ↑   Catanzaro pigliatutto: la Supercoppa di Serie C è tua!, su TuttoC, 13 maggio 2023.
45. ↑   Oscar Maresca, La Cremonese travolge il Catanzaro: giocherà col Venezia la finale per la A, in La Gazzetta dello Sport, 25 maggio 2024. URL consultato il 2 febbraio 2025.
46. ↑   Catanzaro battuto anche al ritorno. Lo Spezia in finale per la A, in Rai News, 25 maggio 2025. URL consultato il 23 giugno 2025.
47. ↑   O'Rey, il giallo e il rosso: 10 cose da sapere sul Catanzaro, su sport.sky.it, http://sport.sky.it/, 17 febbraio 2014. URL consultato il 15 gennaio 2015 (archiviato dall'url originale il 15 gennaio 2015).
48. 1 2 3 4 5 6 7 8 9 10 11 12   Maglie U.S. Catanzaro, su magliacatanzaro.it.gg, http://magliacatanzaro.it.gg/. URL consultato il 29 dicembre 2014.
49. 1 2 3   Catanzaro, Presentate Le Nuove Divise Ufficiali, su ottoetrenta.it, http://www.ottoetrenta.it/, 18 settembre 2014. URL consultato il 15 gennaio 2015.
50. 1 2 3   PRESENTATE LE NUOVE DIVISE: AQUILE DI NUOVO CON LA STORICA MAGLIA ROSSA [collegamento interrotto], su uscatanzaro1929.com, http://www.uscatanzaro1929.com/, 18 settembre 2014. URL consultato il 15 gennaio 2015.
51. 1 2 3 4 5   Maglie F.C. Catanzaro, su magliacatanzaro.it.gg, http://magliacatanzaro.it.gg/. URL consultato il 29 dicembre 2014 (archiviato dall'url originale il 29 dicembre 2014).
52. 1 2 3 4 5 6 7 8   Scudetto Catanzaro, su scudettitalia.altervista.org, http://scudettitalia.altervista.org/. URL consultato il 14 maggio 2015.
53. 1 2 3   Stemma Comune di Catanzaro, su comuni-italiani.it, http://www.comuni-italiani.it/. URL consultato il 14 maggio 2015.
54. ↑   Il nuovo Logo del FC Catanzaro, su uscatanzaro.net, http://www.uscatanzaro.net/, 28 settembre 2006. URL consultato il 30 agosto 2013.
55. ↑    U.S. Catanzaro 1929, Presentazione del nuovo tecnico Auteri e nuovo logo dell'U.S. Catanzaro 1929, su YouTube, Alfa Video Produzioni, 1º giugno 2018. URL consultato il 6 giugno 2018.
56. ↑   Torna l'inno delle Aquile, su uscatanzaro.net, http://www.uscatanzaro.net/, 26 gennaio 2007. URL consultato il 4 ottobre 2011.
57. 1 2   Parte I-I miei primi anni di memoria, dal 1971 al 1979, su catanzaro1929.com, http://www.catanzaro1929.com/. URL consultato il 30 dicembre 2014.
58. 1 2 3 4 5 6 7 8 9 10 11 12  Solinas, 2012, pp. 100-101.
59. ↑  Martucci, 2010, p. 402.
60. ↑   Un’occhiata al “Nicola Ceravolo” di Catanzaro, da quasi un secolo punto di riferimento per lo sport cittadino, su granatissimi.com, http://www.granatissimi.com/, 16 novembre 2013. URL consultato il 31 agosto 2015 (archiviato dall'url originale il 10 marzo 2016).
61. ↑   Floriano Noto compra il campo di calcio di Giovino: siglato l'atto con la Provincia, su lanuovacalabria.it.
62. ↑   Domani la firma della concessione del Poligiovino all'US Catanzaro, su catanzarosport24.it, http://www.catanzarosport24.it/, 25 luglio 2013. URL consultato il 1º settembre 2013 (archiviato dall'url originale il 22 aprile 2019).
63. ↑   Catanzaro, stadio Ceravolo: ecco come sarà, su strill.it, http://www.strill.it/, 2 aprile 2013. URL consultato il 1º settembre 2013.
64. ↑   Us, allenamento mattutino al gran completo al Curto, su catanzaroinforma.it, http://www.catanzaroinforma.it/, 7 dicembre 2012. URL consultato il 7 giugno 2015 (archiviato dall'url originale il 4 marzo 2016).
65. 1 2 3   Il Palagiovino è la "casa" della Planet Basket Catanzaro., su planetbasketcatanzaro.it, http://www.planetbasketcatanzaro.it/. URL consultato il 14 giugno 2015 (archiviato dall'url originale il 4 marzo 2016).
66. 1 2   STRUTTURE - L'intitolazione del Poligiovino a Mirko Gullì è realtà, su uscatanzaro.net, http://www.uscatanzaro.net/, 31 ottobre 2005. URL consultato il 14 giugno 2015.
67. ↑   Floriano Noto è il nuovo presidente del Catanzaro, su uscatanzaro.net, http://www.uscatanzaro.net/, 6 luglio 2017. URL consultato il 15 luglio 2017.
68. 1 2   LA SOCIETA', su uscatanzaro1929.com, http://www.uscatanzaro1929.com/. URL consultato il 9 marzo 2018.
69. ↑   Derby a porte chiuse, Legea nuovo sponsor tecnico, su uscatanzaro.net, http://www.uscatanzaro.net/, 2 marzo 2011. URL consultato il 27 dicembre 2015.
70. ↑   La Vibonese vince 4-3 ai calci di rigore, su uscatanzaro.net, http://www.uscatanzaro.net/, 21 agosto 2015. URL consultato il 21 agosto 2015.
71. ↑   Carlo Coscia, Il Catanzaro per i bimbi, in La Stampa, 28 novembre 1982,  p. 23.
72. ↑   Catanzaro città cardio-protetta con Live Onlus e Unione Sportiva, su cn24tv.it, http://www.cn24tv.it/, 17 novembre 2012. URL consultato il 22 agosto 2013.
73. 1 2   Altri nove defibrillatori donati nell'ambito del progetto "Catanzaro città cardio-protetta", su tuttolegapro.com, http://www.tuttolegapro.com/, 4 maggio 2013. URL consultato il 22 agosto 2013 (archiviato dall'url originale il 27 luglio 2014).
74. ↑   Le magliette di Catanzaro-Avellino all'asta per acquistare defibrillatori, su catanzaroinforma.it, http://www.catanzaroinforma.it/, 4 maggio 2013. URL consultato il 22 agosto 2013 (archiviato dall'url originale il 4 marzo 2016).
75. ↑   Le maglie di Catanzaro-Avellino all'asta per i defibrillatori, su tuttoavellino.it, http://www.tuttoavellino.it/, 5 maggio 2013. URL consultato il 22 agosto 2013.
76. ↑   Catanzaro città cardioprotetta: all'asta le maglie di Catanzaro-Perugia, su catanzaroinforma.it, 26 febbraio 2014. URL consultato il 31 marzo 2014 (archiviato dall'url originale il 5 marzo 2014).
77. ↑   Il giallorosso che unisce, mercoledì asta di beneficenza in Galleria Mancuso [collegamento interrotto], su news.catanzaroinforma.it, 15 dicembre 2014. URL consultato il 28 febbraio 2015.
78. ↑   INCONTRO CON L'ASSOCIAZIONE "UN FUTURO PER L'AUTISMO" [collegamento interrotto], su uscatanzaro1929.com, 17 dicembre 2015. URL consultato il 27 dicembre 2015.
79. 1 2   ESCLUSIVA TLP - Mi ritorni in mente: Adriano Banelli, su tuttolegapro.com, http://www.tuttolegapro.com/, 20 gennaio 2013. URL consultato l'11 maggio 2015 (archiviato dall'url originale il 18 maggio 2015).
80. ↑  (EN) 34th "Torneo di Viareggio" 1982, su rsssf.com, http://www.rsssf.com/. URL consultato il 31 marzo 2014.
81. ↑  (EN) 35th "Torneo di Viareggio" 1983, su rsssf.com, http://www.rsssf.com/. URL consultato il 31 marzo 2014.
82. ↑  (EN) 56th "Torneo di Viareggio" 2004, su rsssf.com, http://www.rsssf.com/. URL consultato il 31 marzo 2014.
83. ↑  (EN) 57th "Torneo di Viareggio" 2005, su rsssf.com, http://www.rsssf.com/. URL consultato il 31 marzo 2014.
84. ↑   Campionato "D. Berretti" 2012/ 2013 - Girone E, su magicocatanzaro.it. URL consultato l'11 maggio 2013 (archiviato dall'url originale il 3 giugno 2013).
85. ↑   LegaPro: Catanzaro in lizza per il titolo di Campione Nazionale “Dante Berretti” [collegamento interrotto], su strill.it, http://www.strill.it/, 4 giugno 2013. URL consultato il 6 maggio 2013.
86. ↑   Final 4 Berretti: Latina-Catanzaro 4-0 i giallorossi escono a testa alta, su catanzarosport24.it, http://www.catanzarosport24.it/, 6 giugno 2013. URL consultato il 6 maggio 2013 (archiviato dall'url originale il 7 aprile 2014).
87. ↑   Campionato "Allievi Professionistici" 2012/2013 - Girone G, su magicocatanzaro.it. URL consultato l'11 maggio 2013 (archiviato dall'url originale il 7 gennaio 2013).
88. ↑   Allievi, si va a Chianciano, su catanzarosport24.it, http://www.catanzarosport24.it/, 2 giugno 2013. URL consultato il 6 maggio 2013 (archiviato dall'url originale il 12 ottobre 2013).
89. ↑   Allievi Nazionali: termina in semifinale l'avventura del Catanzaro, sconfitto dall'Albinoleffe, su infooggi.it, http://www.infooggi.it/, 17 giugno 2013. URL consultato il 6 maggio 2013.
90. ↑   Lecco-Catanzaro, aquilotti pronti alla finalissima del trofeo Berretti: chi vincerà il titolo?, su Calabria 7, 24 maggio 2025. URL consultato il 24 maggio 2025.
91. ↑   Settore giovanile, su uscatanzaro1929.com, http://www.uscatanzaro1929.com/. URL consultato il 9 giugno 2015.
92. ↑   LA SCUOLA CALCIO GIALLOROSSA RICONOSCIUTA DALLA FIGC [collegamento interrotto], su uscatanzaro1929.com, http://www.uscatanzaro1929.com/, 6 marzo 2015. URL consultato il 9 giugno 2015.
93. ↑   Giovanili, nasce “Academy Catanzaro Calcio', su catanzaroinforma.it, http://www.catanzaroinforma.it/, 27 settembre 2017. URL consultato il 25 novembre 2017.
94. ↑   ACADEMY, su uscatanzaro1929.com, https://www.uscatanzaro1929.com/. URL consultato il 9 marzo 2018.
95. ↑   Prima passi per l'Academy Catanzaro, affiliate sette società [collegamento interrotto], su uscatanzaro1929.com, http://www.uscatanzaro1929.com/, 4 novembre 2017. URL consultato il 25 novembre 2017.
96. ↑   Lecce,, su paisemiu.com, http://www.paisemiu.com/, 19 settembre 2013. URL consultato il 15 luglio 2014 (archiviato dall'url originale il 19 luglio 2014).
97. ↑   L’angolo dell’avversario: la storia del Catanzaro, su barlettaviva.it, http://www.barlettaviva.it/, 5 dicembre 2013. URL consultato il 15 luglio 2014.
98. ↑  Zingarelli, p. 758.
99. ↑   Anche Topolino "tifava" per il Catanzaro, su catanzarosport24.it, http://www.catanzarosport24.it/, 21 febbraio 2014. URL consultato il 24 luglio 2014 (archiviato dall'url originale il 28 luglio 2014).
100. ↑   1979-1982, su catanzaro1929.com, Il Catanzaro 1929.com. URL consultato il 4 agosto 2011.
101. ↑   «Il mio calcio»: Massimo Palanca (O REY) presenta il suo libro, su uscatanzaro.net, 25 novembre 2009. URL consultato il 12 maggio 2013.
102. ↑   I CAMPIONI CHE FECERO IL MITO. MASSIMO PALANCA a Sfide - RAI 2 - APRILE 2004, su catanzaro1929.com. URL consultato il 12 maggio 2013.
103. ↑   L'Us Catanzaro a casa dei tifosi: presentata la nuova Web Tv, su catanzaro.weboggi.it, http://catanzaro.weboggi.it/, 26 settembre 2013. URL consultato il 31 ottobre 2013.
104. ↑   Claudia Penoni, un’amica del Catanzaro in TV a Zelig-Off, su uscatanzaro.net, http://www.uscatanzaro.net/, 2007. URL consultato il 6 giugno 2018.
105. ↑   Dal cinema polacco al gran teatro del "Ceravolo": Claudia Penoni, alias Cripstak, oggi allo stadio [collegamento interrotto], su catanzarosport24.it, http://www.catanzarosport24.it/, 5 maggio 2013. URL consultato il 6 giugno 2018.
106. ↑   Il Catanzaro dei poveracci, su uscatanzaro.net, http://www.uscatanzaro.net/, 21 settembre 2010. URL consultato il 28 gennaio 2020.
107. ↑   1975-1976 (PDF), su webalice.it, http://www.webalice.it/stasin/. URL consultato il 15 maggio 2015 (archiviato dall'url originale il 18 gennaio 2012).
108. ↑   Morto Dino Ballacci, l'allenatore che porto il Catanzaro in finale di Coppa Italia, su uscatanzaro.net, http://www.uscatanzaro.net/, 7 agosto 2013. URL consultato il 29 agosto 2013.
109. 1 2   Webalice stasin Catanzaro, su webalice.it, http://www.webalice.it/stasin/catanzaro.html. URL consultato il 27 novembre 2015 (archiviato dall'url originale il 9 novembre 2012).
110. ↑   Dove sono i giovani assi catanzaresi, su dlib.coninet.it, Il Littoriale, n. 74, 27 marzo 1935,  p. 4.
111. 1 2   Nicola Ceravolo. Un uomo onesto, su uscatanzaro.net, http://www.uscatanzaro.net/, 22 ottobre 2011. URL consultato il 15 maggio 2015.
112. ↑   Alla fine della strada, su uscatanzaro.net, http://www.uscatanzaro.net/, 23 dicembre 2010. URL consultato il 22 settembre 2013.
113. ↑   Cavallaro: “C’è un cambio in corso”, su 80.247.79.186, http://www.uscatanzaro.net/, 5 gennaio 2003. URL consultato il 22 maggio 2015 (archiviato dall'url originale il 9 luglio 2015).
114. ↑   CATANZARO: CLAUDIO PARENTE NUOVO PRESIDENTE, su uscatanzaro.net, http://www.uscatanzaro.net/, 8 febbraio 2003. URL consultato il 22 maggio 2015.
115. ↑   Calcio: Catanzaro, È Bernardo Colao il nuovo presidente, su www1.adnkronos.com, http://www.1adnkronos.com/, 13 gennaio 2006. URL consultato il 4 giugno 2015.
116. ↑   Calcio: Catanzaro, Domenico Cavallaro nuovo presidente, su larivieraonline.com, http://www.larivieraonline.com/, 18 maggio 2006. URL consultato il 23 maggio 2015.
117. ↑   L’US Catanzaro Spa è fallita, su uscatanzaro.net, http://www.uscatanzaro.net/, 11 aprile 2010. URL consultato l'8 agosto 2018.
118. ↑   Cin cin Bove-Cuttone, su uscatanzaro.net, http://www.uscatanzaro.net/, 25 febbraio 2008. URL consultato il 12 marzo 2016.
119. ↑   Maurizio Ferrara nuovo presidente del Catanzaro, su uscatanzaro.net, http://www.uscatanzaro.net/, 24 luglio 2010. URL consultato il 31 marzo 2015.
120. ↑   Catanzaro, Santaguida nuovo amministratore unico, su tuttolegapro.com, http://www.tuttolegapro.com/, 18 novembre 2010. URL consultato il 31 marzo 2015 (archiviato dall'url originale il 9 luglio 2015).
121. ↑   2^ Divisione. Il Catanzaro Fc è fallito. Autorizzato l’esercizio provvisorio, su quotidianodelsud.it, http://www.quotidianodelsud.it/, 25 febbraio 2011. URL consultato l'8 agosto 2018 (archiviato dall'url originale l'8 agosto 2018).
122. ↑   Hall of Fame, su us-catanzaro.it. URL consultato il 15 luglio 2016 (archiviato dall'url originale il 14 agosto 2004).
123. ↑   Mauro Massimo, su figc.it, http://www.figc.it/. URL consultato il 9 settembre 2013 (archiviato dall'url originale il 10 gennaio 2015).
124. ↑   Bivi Edi, su figc.it, http://www.figc.it/. URL consultato il 9 settembre 2013 (archiviato dall'url originale il 10 gennaio 2015).
125. ↑   Celestini Costanzo, su figc.it, http://www.figc.it/. URL consultato il 9 settembre 2013 (archiviato dall'url originale il 10 gennaio 2015).
126. ↑   Borghi Carlo, su figc.it, http://www.figc.it/. URL consultato il 9 settembre 2013 (archiviato dall'url originale il 22 dicembre 2017).
127. ↑   Mariani Pietro, su figc.it, http://www.figc.it/. URL consultato il 9 settembre 2013 (archiviato dall'url originale il 10 gennaio 2015).
128. ↑   Cervone Giovanni, su figc.it, http://www.figc.it/. URL consultato il 9 settembre 2013 (archiviato dall'url originale il 18 febbraio 2018).
129. ↑   Nocerino Antonio, su figc.it, http://www.figc.it/. URL consultato il 9 settembre 2013 (archiviato dall'url originale il 4 marzo 2009).
130. ↑   Agnelli Cristian, su figc.it, http://www.figc.it/. URL consultato il 9 settembre 2013.
131. ↑   Celia Raffaele, su figc.it, http://www.figc.it/. URL consultato il 14 gennaio 2015 (archiviato dall'url originale il 14 gennaio 2015).
132. 1 2   U.S. Catanzaro, su eu-football.info. URL consultato l'8 marzo 2015.
133. ↑   Andy Selva, su national-football-teams.com, http://www.national-football-teams.com/. URL consultato l'8 marzo 2015.
134. ↑   Myrtaj, Florian, su national-football-teams.com, http://www.national-football-teams.com/. URL consultato l'8 marzo 2015.
135. ↑   Benemerenze Sportive: Stella d'oro società, su coni.it, http://www.coni.it/. URL consultato il 4 ottobre 2016 (archiviato dall'url originale il 6 ottobre 2016).
136. ↑   CLASSIFICA PERPETUA DELLA SERIE A, su italia1910.com, http://www.italia1910.com/. URL consultato l'8 marzo 2015.
137. 1 2   Il Catanzaro in Coppa Italia, su webalice.it, http://www.webalice.it/. URL consultato il 27 dicembre 2014 (archiviato dall'url originale il 9 novembre 2012).
138. ↑   Cup of the Alps 1960, su rsssf.com, http://www.rsssf.com/. URL consultato il 4 gennaio 2015.
139. ↑   Anglo-Italian Cup 1972, su rsssf.com, http://www.rsssf.com/. URL consultato il 4 gennaio 2015.
140. ↑   A CatanzaroSport 24 Adriano Banelli: il Catanzaro si può solo amare, su catanzarosport24.it, http://www.catanzarosport24.it/, 2 novembre 2012. URL consultato il 26 giugno 2015 (archiviato dall'url originale il 27 giugno 2015).
141. ↑   Messina, ti presento il Catanzaro, su golsicilia.it, http://www.golsicilia.it/. URL consultato il 6 settembre 2013.
142. ↑   Fedelissimi in A [collegamento interrotto], su rosanerouniverse.it, http://www.rosanerouniverse.it/. URL consultato il 4 agosto 2011.
143. ↑   Gianluca Andreuccetti, Teramo nel segno dei giovani: esordio in prima squadra per un classe 2006, su MondoPrimavera, 23 ottobre 2021. URL consultato il 25 ottobre 2021.
144. 1 2   Albo cannonieri B, su rosanerouniverse.it, http://www.rosanerouniverse.it/. URL consultato il 3 agosto 2011 (archiviato dall'url originale il 4 gennaio 2015).
145. 1 2 3 4 5 6 7 8 9 10 11 12 13 14   Masini a tre gol dalla storia, su uscatanzaro.net, 11 aprile 2012. URL consultato l'11 aprile 2012.
146. ↑   1991/92, su webalice.it, webalice.it/stasin/catanzaro. URL consultato il 7 febbraio 2012 (archiviato dall'url originale il 9 novembre 2012).
147. ↑  (EN) Italy Championship 1980/81, su rsssf.com, http://www.rsssf.com/, 18 aprile 2013. URL consultato il 1º febbraio 2016.
148. ↑  (EN) Italy Championship 1981/82, su rsssf.com, http://www.rsssf.com/, 26 ottobre 2000. URL consultato il 1º febbraio 2016.
149. ↑   Coppa Italia Lega Pro, il Catanzaro supera il Trapani con il gol del portiere, su tuttolegapro.com, http://www.tuttolegapro.com/, 7 dicembre 2011. URL consultato l'8 marzo 2015 (archiviato dall'url originale il 3 gennaio 2015).
150. ↑   Amarcord: Portieri goleador..., su catanzarosport24.it, http://www.catanzarosport24.it/, 17 ottobre 2012. URL consultato l'8 marzo 2015 (archiviato dall'url originale il 2 agosto 2014).
151. 1 2   Il Catanzaro è tornato di moda, su archiviostorico.gazzetta.it, 18 gennaio 1997. URL consultato il 26 luglio 2011.
152. ↑   CATANZARO-VIGOR, ECCO L'ALTRA LAMEZIA CHE INCORAGGIA GLI ULTRAS GIALLOROSSI, su catanzaro.weboggi.it, http://catanzaro.weboggi.it/, 4 marzo 2015. URL consultato il 27 ottobre 2016.
153. ↑   C'è voglia di Catanzaro. La tifoseria si sta riorganizzando con la nascita di nuovi club, su catanzarosport24.it, http://www.catanzarosport24.it/, 20 maggio 2016. URL consultato il 20 maggio 2016 (archiviato dall'url originale il 24 maggio 2016).
154. ↑   Il resoconto dei tifosi giallorossi di Cutro, su uscatanzaro.net, https://www.uscatanzaro.net/.
155. ↑   Momento magico Catanzaro, merito dei tifosi, su archiviostorico.gazzetta.it, 23 febbraio 1997. URL consultato il 26 luglio 2011.
156. ↑  Ferreri, p. 15.
157. ↑   La storia degli Ultras Catanzaro raccontata da SuperTifo, su uscatanzaro.net. URL consultato il 17 ottobre 2011 (archiviato dall'url originale il 7 ottobre 2011).
158. ↑   ONE STEP BEYOND #19: COSENZA, CATANZARO, ATALANTA, SAMP, su sportpeople.net, http://www.sportpeople.net/, 4 aprile 2016. URL consultato il 27 ottobre 2016.
159. 1 2 3 4 5   Ultras in ITALIA: Calabria, su biangoross.com, http://www.biangoross.com/, 25 luglio 2010. URL consultato il 10 marzo 2015 (archiviato dall'url originale il 7 aprile 2014).
160. 1 2 3 4 5 6 7 8   1973-2013: 40 anni di Ultras Catanzaro, su catanzaro.weboggi.it, http://catanzaro.weboggi.it/, 1º luglio 2013. URL consultato il 10 marzo 2015.
161. ↑   Catanzaro-Barletta, prima e dopo, http://www.barlettasport.it/, 21 novembre 2014. URL consultato il 2 gennaio 2015 (archiviato dall'url originale il 28 ottobre 2020).
162. ↑   Barletta-Catanzaro: consentita la trasferta ai tifosi ospiti, http://www.barlettaviva.it/, 3 marzo 2010. URL consultato il 2 gennaio 2015.
163. ↑   Curva Ospiti I tifosi del… Brescia, su pianetaempoli.it, http://www.pianetaempoli.it/. URL consultato il 2 gennaio 2015 (archiviato dall'url originale il 12 agosto 2014).
164. ↑   Gemellaggi del Brescia, su bresciafans.blogspot.it, https://bresciafans.blogspot.it/, 28 giugno 2009. URL consultato il 2 gennaio 2015.
165. ↑   UC 73 40 anni, la storia del gemellaggio con i viola, http://www.dodicesimouomo.net/, 1º luglio 2013. URL consultato il 2 gennaio 2015 (archiviato dall'url originale il 19 luglio 2013).
166. ↑   Alessandro di Maria, Tifosi in campo insieme il gemellaggio resiste, in Repubblica.it, 25 ottobre 2006,  p. 8. URL consultato il 12 ottobre 2010.
167. ↑   Anche gli ultras del Salisburgo domani saranno al "Ceravolo" a sostenere i giallorossi, su catanzaro.weboggi.it, http://catanzaro.weboggi.it/, 4 maggio 2013. URL consultato il 3 gennaio 2015.
168. ↑   facebook.com,  https://www.facebook.com/share/p/hoj8JehpGcp1vNdn/.
169. ↑   Catanzaro, Nocera e un'amicizia senza tempo, su uscatanzaro.net, http://www.uscatanzaro.net/, 5 marzo 2013. URL consultato il 2 gennaio 2015.
170. ↑   Calcio: US Catanzaro - Vibonese, Cosentino grande amicizia tra le due citta', su infooggi.it, http://www.infooggi.it/, 25 agosto 2011. URL consultato il 3 gennaio 2015.
171. ↑   Derby dell'amicizia: Aquile ospiti della Vibonese, su uscatanzaro.net, http://www.uscatanzaro.net/, 24 marzo 2012. URL consultato il 3 gennaio 2015.
172. ↑   2ª Divisione, Il Catanzaro supera la Vibonese e diventa capolista, su tuttolegapro.com, http://www.tuttolegapro.com/, 25 marzo 2012. URL consultato il 2 novembre 2014 (archiviato dall'url originale il 2 novembre 2014).
173. ↑   Olbia-Catanzaro. Cronaca di una trasferta e di amicizie tra tifosi, su uscatanzaro.net, http://www.uscatanzaro.net/, 6 maggio 2003. URL consultato il 2 gennaio 2015.
174. ↑   Calcio: Comunicato Degli Ultras Del Catanzaro In Vista Della Partita Con il Siracusa, su siracusanews.it, http://www.siracusanews.it/, 26 novembre 2009. URL consultato il 3 gennaio 2015 (archiviato dall'url originale il 28 gennaio 2015).
175. ↑   Catanzaro, il capo ultras respinge le polemiche «È solo per un messaggio positivo per lo sport», su ilquotidianoweb.it, http://www.ilquotidianoweb.it/, 7 giugno 2014. URL consultato il 3 gennaio 2015 (archiviato dall'url originale il 31 dicembre 2014).
176. ↑   Sport 360 – L'Atletico Madrid vince la Liga, su ilgiallorossonline.it, http://www.ilgiallorossonline.it/, 17 maggio 2014. URL consultato il 3 gennaio 2015 (archiviato dall'url originale il 28 gennaio 2015).
177. ↑  Foto-Story. Ultras Catanzaro in occasione di CZ-Messina e CZ-Acireale nei primi anni del 2000, insieme a dei rappresentanti del Frente Atletico de Madrid 1982
178. ↑  Ultras Catanzaro insieme ai gemellati di Madrid (sponda Atletico), a Milano in occasione di Milan-Atletico Madrid di Champions 2013/14... e in un'altra foto al Vicente Calderón in occasione di Atletico Madrid-Barcellona sempre 2013/14
179. ↑   Cinquant'anni di UC, il corteo degli ultras per le vie del centro, su catanzaroinforma.it, https://www.catanzaroinforma.it/. URL consultato il 15 aprile 2024.
180. ↑   Curva Ospiti I tifosi della… Reggina, su pianetaempoli.it, http://www.pianetaempoli.it/, 22 marzo 2014. URL consultato il 2 gennaio 2015 (archiviato dall'url originale il 28 gennaio 2015).
181. ↑   Reggina-Catanzaro, torna la rivalità: cori offensivi tra le due tifoserie, su reggionelpallone.it, http://www.reggionelpallone.it/, 20 agosto 2017. URL consultato il 23 agosto 2017.